# 無二寺
無二寺（むにじ）は大阪府池田市古江町387にある曹洞宗寺院。

## 歴史
この地にあった行基開基の「海光山 等覚寺」が寿永の乱で焼失して廃寺となり、永禄5年（1562年）、僧曇清が無二寺として創建したと伝えられている。
寛政10年（1798年）刊の『摂津名所絵図』に和泉式部塔、古江村無二庵にありと記され、和泉式部は頼光四天王のひとり平井保昌の妻となり、この辺りに住んでいたが、ある秋の夜、鹿の鳴く声に狩に出ようとする夫へ、「ことわりやいかでか鹿の鳴かざらんこよひ限りの命と思へば」と歌えば、保昌は感じて、以後狩をやめた。今も猟師がこの墓のそばを通れば獲物がとれないという。

## 文化財

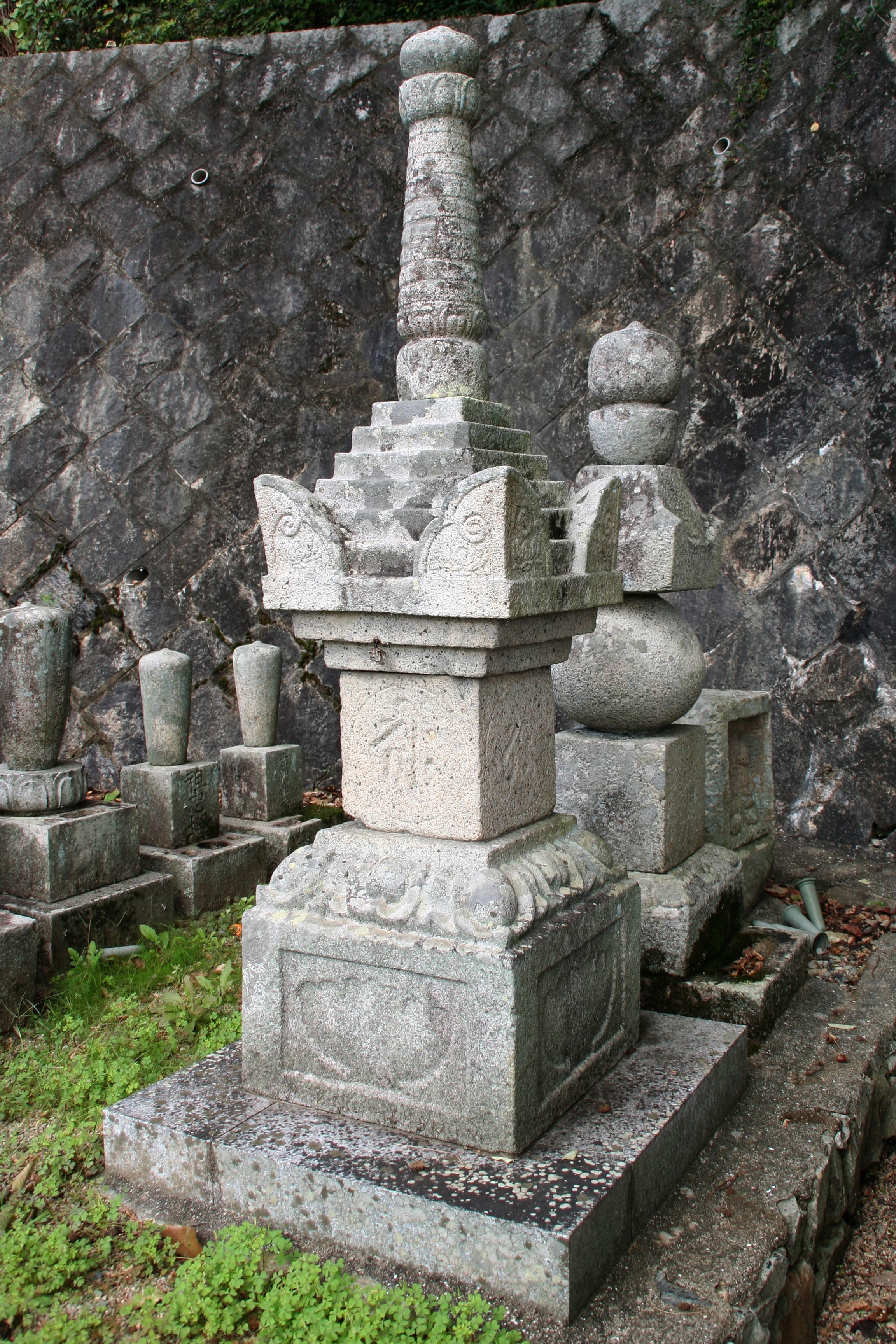
宝篋印塔

- 石造 宝筺印塔 高さ205cm 大阪府指定有形文化財（昭和52年3月31日指定）

基礎側面の三面に輪郭をとった手形の形態をした格狭間が刻まれ、残る北西側に「造立結縁人数」として、僧・侶の名前が彫られている。
また、北東側面には「貞和五丑己五月三」（1349年）と南北朝時代の北朝の年号による建立年月日が彫られている。
基礎の上部には、厚肉彫の複弁の反花を刻んでいる。
塔身は四面とも金剛界四仏の種子があり、月輪の中に薬研彫による梵字が刻まれている。
笠は、下段に2段、上段6段の段型に、四隅に突起面に蓮華座の上に蕨手文があるあまり類例のない隅飾突起がある。
相輪は、下から伏鉢・請花・九輪・請花・宝珠の構成となっている。
南北朝時代の完全な状態で残っている貴重な石造文化財である。